# Акт о великим реформама
Закон о великим реформама у најужем смислу подразумева Први Велики закон о реформи донесен 1832. године. У ширем смислу он обухвата 3 закона о реформи: из 1832, 1867. и 1884. године. У најширем смислу, Закон о великим реформама обухвата реформе и реконструкције везане за британске институције 19. и почетком 20. века:
- 1832. — донесен Први Велики закон о реформи
- 1833. — укинуто ропство и издат Закон о фабрикама који је регулисао услове рада у индустрији
- 1834. — изашао нови Закон о сиромашнима и Закон о општинским корпорацијама
- 1846. — повучен Акт о кукурузу, који је до тада контролисао увоз житарица
- 1867. — донесен Други закон о реформи
- 1870. — донесен Закон о образовању и извршена реформа градске службе
- 1871. — настао Закон о универзитетском тестирању и Закон о регулисању армије
- 1872. — спроведен Закон о тајном гласању
- 1884. — изашао Трећи закон о реформи
- 1911. — укинуто вето Горњег дома
- 1918. — преостали мушкарци и жене старије од 30 година добили су право гласа
- 1918. — жене старије од 21 године добиле су право гласа

Почетком 19. века Индустријска револуција је почела да преображава земљу. Она је полако довела до отклона политичке моћи од старих торијевских и виговских земљопоседничких класа ка новим индустријалцима. Савез трговаца и индустријалаца са виговцима ће довести до оснивања нове Либералне странке, чије су идеологије биле слободна трговина и лесе фер. Парламент је 1832. усвојио Закон о великим реформама, којим је почео пренос политичке моћи са аристократије на средњу класу. На селу је ограђивање земљишта протеривало ситне фармере. Варошице и градови су почели да примају нову урбану радничку класу. Мало обичних радника је имало право гласа и они су оснивали своје организације у виду синдиката.

## Политички систем Британије 18. века
Током 18. века на челу британског политичког система били су земљопоседници који су тај систем прилагођавали себи. Тако су политику водили аристократија и племство као земљопоседничке класе, мада су утицај имали и трговци и фабриканти. Многи су бранили овај систем, јер су сматрали да они који имају удела у држави, односно они који имају поседе, имају право да контролишу њену судбину.
Међутим, чак и према стандардима тог времена, британски изборни систем је био искварен, делимично и због тога што се није мењао и побољшавао још од „Славне револуције“ из 1688. и није одражавао промене које су се десиле у наредном веку. Један од пропуста система је био тај да је сваки округ бирао посланике за Парламент. Тако је сваки мали округ попут Ратланда био исто тако добро представљен као и велики окрузи попут Јоркшира или Девона. Квалификације за грађанска права као што је, пре свега, право гласа, много су се разликовале почевши од земопоседништава до чланства у општинској корпорацији. У неким случајевима места у Парламенту су додељивана по принципу ротације.
Овакав политички систем је био превазиђен крајем 18. века са порастом популације и утицајем индустријске револуције која је трансформисала Уједињено Краљевство. Поред неправилнсоти у политичком систему, новонастала ситуација више није била ни сигурна, ни стабилна, јер је ограничавала утицај новоојачалог интереса фабриканата, који је био потенцијална конкуренција класи земљопоседника. Поред тога, индустријска револуција је покренула и мноштво нових проблема, које класа земљопоседника није могла нити да реши, нити је била способна да разуме.

## Ометање реформе
Први потез у циљу реформисања Парламента направила је Јоркширска асоцијација која је на кратко имала утицај у политици током 1780-их година. Почетком 1790-их, настала су много радикалнија и демократски оријентисана друштва, инспирисана достигнућима Француске револуције. Међутим, владајућа класа у Британији била је у све већој приправности због догађаја у Француској, а 1793. године ове две земље су ушле у рат. Грађанске слободе су биле суспендоване због покровитељства људи који су промовисали патриотизам, а сви облици радикализма су били сурово наметнути од владе Торијеваца током ратова са Француском између 1793. и 1815. године. Наполеонова блокада је довела до економских непогода у Британији. Мир је донео врло мало олакшања, а након 1815. године, незадовољство народа је резултовало побунама и заверама, као и поновним залагањем за реформу Парламента.
Репресија се наставила и најдрастичније се одразила у Питерло масакру у Манчестеру, када су коњичке трупе напале мирну масу људи, убивши 11 и ранивши 400 особа. Масакр је назван „Питерло“, као пародија на Ватерло, славну битку у којој је победио војвода од Велингтона, који је чинио један од стубова Парламента.
1815. године, доношењем Закона о кукурузу, наглашена је разлика између Парламента и великих делова заједнице. Закони су осмишљени тако да се спречи увоз житарица који је једино био дозвољен када би се британски производ продавао по врло високој цени, што се дешавало крајње ретко. Као и многи британски закони којима се контролисала економија, и Закон о кукурузу је одражавао протекционистичку традицију, штитећи британске производе од деструктивне иностране конкуренције. Овакви закони су били добри за фармере и земљопоседнике, али су довели до поскупљења хране, што је изазвало незадовољство радничке класе и послодаваца у градовима, чији је интерес био да радници буду мање плаћени и да храна буде јефтина.

### Борба за реформе
Торијевци су били на власти од 1822, али су временом постали прилично либерални. Казне за криминал нису више биле сурове, а мање крађе и прекршаји нису више кажњавани вешањем. Радницима је дозвољено да се удружују преко синдиката, али не и да штрајкују. Неке заштитне таксе су бие укинуте или измењене. Након векова дискриминације, протестанти, неконформисти и римски католици су добили пуна грађанска права. Католичка еманципација довела је до велике политичке кризе. Торијевци Роберт Пил и војвода од Велингтона су нерадо спровели ову еманципацију како би избегли могући грађански рат у Ирској, где су католици били у већини. Католичка еманципација је поделила и торијевце када је нова криза довела до велике незапослености у индустрији и пољопривреди, а немири су узимали маха широм земље. У таквој ситуацији 1830. је влада виговаца коју је предводио лорд Греј дошла на власт по први пут. 
Она је увела је Закон о реформи 1831. године, којим се предвиђало укидање или смањивање искварених општина, како би се створиле нове општине и установила нова грађанска права, једнака за све општине.
Наступила је дуга и исцрпљујућа борба. Виговци су победили на другим изборима, а уследило је и одбацивање Великог закона о реформи од стране Горњег дома. Краљ Вилијам IV је могао да употреби своју власт да окупи групу која би могла да збаци торијевску већину у Горњем дому, али је он то одбио и Греј је дао оставку.

Међутим, када Велингтон није успео да оформи торијевски кабинет, Вилијам се повиновао, јер је опасност од настанка још истомишљеника била довољна да примора Горњи дом да се преда и прихвати овај закон. Јако узбуђење настало због кризе, прикрило је скромну суштину Великог закона о реформи. Најгори прекршаји су исправљени, али изборно тело је остало веома мало и даље је чинило само 15% укупног броја одраслих особа. Међутим, становници у великим индустријским градовима су добили грађанска права, која су можда била најзначајнија од свих осталих права. Посланици су све више осећали одговорност према јавном мњењу, што је била нејасна, али снажна сила. Један од показатеља промена је стални подстицај који је долазио од стране Виговаца. Ропство је укинуто широм британске империје. Први делотворан Закон о фабрикама регулисао је услове рада у текстилној индустрији. Нови Закон о сиромашнима збрисао је постојећи систем, који је био неприкладан, иако су се многи хуманитарци противили новим сиротињским домовима. Закон о општинским корпорацијама је био од користи општинским владама и градовима на исти начин као што је Закон о реформи био користан националној политици.
Пилова администрација која је била на власти од 1841. године, спровела је корисне финансијске реформе и почела је да смањује заштитне таксе које су се плаћале на кукуруз и друге врсте роба. Ово није задовољавало Лигу против закона о кукурузу, основану 1939. на челу са Ричардом Кобденом и Џоном Брајтом. Они су се залагали за повлачење Закона о кукурузу и за то да се уместо протекционизма успостави слободна трговина у целокупној економској сфери нације.

### Политичка нестабилност
Године 1846, уследило је повлачење Закона о кукурузу и убрзан прелаз на слободну трговину. Након тога је дошло до цепања конзервативне партије чиме је окончана Пилова каријера и отпочет период политичке нестабилности. Циљ Великог закона о реформи био је да се најзад реши изборно питање и током неколико година се чинило као да неће доћи до даљег проширења грађанских права. Чартисти су представили три петиције између 1829. и 1848. године, а Парламент је гледао са презиром на велики покрет радничке класе, али је овај покрет поново оживео 1850-их и 1860-их година.

### Други закон о реформи
До 1867. године, притисак народа и маневри политичких партија за стицање предности довели су до увођења Другог закона о реформи од конзервативног кабинета на челу са Бенџамином Дизраелијем. Главна одредба Другог закона о реформи била је давање грађанских права власницима кућа у општинама, што је значило да се по први пут стварао значајан блок гласача из грађанске класе. Потврдило се да је Дизраели био у праву у претпоставци да радничка класа ипак неће гласати за Црвену револуцију и да ће се његов покушај да удари на Виговце вратити као бумеранг. На челу са администрацијом Дизраелијевог великог ривала Вилијама Јуарта Гледстона, либерали су се окупили око новог програма за реформе. Најважнија политичка мера била је увођење тајног гласања 1872. године. Пре тога су гласачи јавно говорили о свом избору, што је проузроковало страх, јер су послодавци и земљопоседници могли да казне своје запослене или сељаке који нису гласали како им је речено.

### Либералне реформе
Закон о образовању из 1870. године је био епохална мера која је створила основе државног система основног образовања. Друге либералне мере су биле усмерене на мрежу интереса који су остали од владавине земљопоседника. Градска служба је била отворена за конкуренцију преко испитивања, а нове регулативе су онемогућиле богаташе да једноставно купују војне чинове, док су се универзитети отворили за све одговарајуће квалификоване и финансијски способне мушкарце без обзира на њихово верско убеђење. У свом другом кабинету, од 1880. до 1885, Гледстон је поново проширио грађанска права на око милион гласача из руралних области. Реформе које је спровео у Ирској биле су велико достигнуће. Питање грађанских права је имало значајно место и у 20. веку. И поред три Закона о реформи, трећина одраслих мушкараца и даље није имала право гласа. Добили су га 1918, заједно са женама старијим од 30 година. Жене старије од 21 године су добиле право гласа 1928, а последње неправилности су исправљене 1948. када је правило „једна особа - један глас“ на крају тријумфовало.